# Thanh Thủy, Thanh Hà
Thanh Thủy là một xã thuộc huyện Thanh Hà, tỉnh Hải Dương, Việt Nam.
Xã có diện tích 5,33 km², dân số năm 1999 là 5.029 người, mật độ dân số đạt 944 người/km².